# Сава I (владика Чорногорії)
Сава I (*Сава Калуђеровић Очинић, д/н —1697) — митрополит-владика Чорногорії у 1694—1697 роках.

## Життєпис
Походив з роду Калуджеровичів. Народився у містечку Очиничі. Про його молоді роки замало відомостей. 1694 року після смерті впливового владики Віссаріона III чорногорські клани відмовилися прийняти ставленика сербського патріарха — Саву Любибратича. Замість них вирішили обрати власного митрополита. Проте того ж року османські війська з Скутарського санджаку захопили Цетинє, чим було послаблено влади князів-єпископів Чорногорії.
На зборах скупщини митрополитом обрано Савву Калуджеровича. З цього часу Чорногорські митрополити-владики (князі-єпископи) в церковному плані стають незалежними. Протягом правління владика приділяв увагу відновленню чорногорських земель після османського нашестя. Втім вже 1697 року Савва I помер. Новим владикою обрано Данила Петровича